# Campeonato Nacional de Velocidade de 2014
O Campeonato Nacional de Velocidade (CNV), é uma competição de automobilismo em Portugal, que engloba GT's e Sport-Portótipos. 
O campeonato de 2014 foi ganho por José Pedro Fonte e Miguel Barbosa que fizeram dupla num Tattus PY012 do Team BP Ultimate, seguidos do italiano Stefano Stefano de Val que correu a solo num Wolf GB08 da CRM Motorsport. Em 3º lugar ficaram Pedro Salvador e Carlos Vieira que diviram o Tatuus PY012 da Veloso Motorsport.

## Calendário
O Calendário de 2014 contém 5 etapas em circuito e 2 rampas. Cada etapa está concentrada num fim de semana denominado "Racing Weekend", onde o CNV é acompanhado por outras competições de automobilismo como o Campeonato Nacional de Clássicos ou troféus.
| Data           | Prova                   | CNV | CNC | Abarth | Super7 | SSS | FEUP | CSS | HE |
| -------------- | ----------------------- | --- | --- | ------ | ------ | --- | ---- | --- | -- |
| 5-Abril        | Estoril                 | -   | -   | -      | X      | -   | -    | -   | -  |
| 12/13-Abril    | Braga                   | X   | X   | X      | -      | X   | X    | X   | -  |
| 10/11-Maio     | Rampa da Falperra       | X   | X   | X      | -      | -   | X    | -   | -  |
| 17/18-Maio     | GP Histórico Pau (FRA)  | -   | -   | -      | -      | -   | -    | -   | X  |
| 24/25-Maio     | Rampa Serra da Estrela  | X   | X   | -      | -      | -   | X    | -   | -  |
| 6/7-Junho      | Jarama Hist. Fest (ESP) | -   | -   | -      | X      | -   | -    | -   | X  |
| 21/22-Junho    | Vila Real               | X   | X   | X      | X      | X   | X    | X   | X  |
| 19/20-Julho    | Algarve I               | X   | -   | X      | -      | X   | -    | -   | -  |
| 26/27-Julho    | Rampa Capital do Móvel  | -   | -   | -      | -      | -   | X    | -   | -  |
| 6/7-Setembro   | Algarve II              | X   | X   | X      | X      | -   | X    | -   | -  |
| 4/5-Outubro    | Estoril                 | X   | X   | X      | X      | X   | X    | X   | -  |
| 18/19-Outubro  | Algarve Class Fest      | -   | -   | -      | -      | -   | -    | X   | X  |
| 29/30-Novembro | Estoril Fest.           | T.  | T.  | -      | X      | X   | -    | X   | X  |

- Abarth - Troféu Abarth (troféu monomarca Abarth 500)
- Super7 - Super 7 by Kia (troféu monomarca Caterham 7)
- SSS - Single Seater Series (troféu para monolugares)
- FEUP - Desafio Único (troféus monomarca Fiat Punto e Alfa Romeo 156)
- CSS - Classic Super Stock (Carros Clássicos)
- HE - Historic Endurance (Carros Clássicos)

## Resultados e Classificações

### Vencedores CNV 2014
| Prova                                                                 | Corrida | Podium | Podium                            | Podium               | Podium         |
| Prova                                                                 | Corrida | Lugar  | Piloto                            | Carro                | Equipa         |
| --------------------------------------------------------------------- | ------- | ------ | --------------------------------- | -------------------- | -------------- |
| Circuito de Braga                                                     | 1       | 1      | Stefano de Val                    | CRM Motorsport       | Wolf GB08      |
| Circuito de Braga                                                     | 1       | 2      | José P. Fontes e Miguel Barbosa   | BP Vodafone Ultimate | Tattus PY012   |
| Circuito de Braga                                                     | 1       | 3      | António Ricciardi e Nuno Santos   | CRM Motorsport       | Wolf GB08      |
| Circuito de Braga                                                     | 2       | 1      | Stefano de Val                    | CRM Motorsport       | Wolf GB08      |
| Circuito de Braga                                                     | 2       | 2      | César Campaniço e Francisco Abreu | Nova Driver          | Tattus PY012   |
| Circuito de Braga                                                     | 2       | 3      | José P. Fontes e Miguel Barbosa   | BP Vodafone Ultimate | Tattus PY012   |
|                                                                       |         |        |                                   |                      |                |
| Rampa da Falperra                                                     | 1       | 1      | Pedro Salvador e Carlos Vieira    | Veloso Motorsport    | Tatuus PY012   |
| Rampa da Falperra                                                     | 1       | 2      | António Nogueira                  | AMN Sport            | Porsche GT3 R7 |
| Rampa da Falperra                                                     | 1       | 3      | José P. Fontes e Miguel Barbosa   | BP Vodafone Ultimate | Tattus PY012   |
|                                                                       |         |        |                                   |                      |                |
| Rampa Serra da Estrela                                                | 1       | 1      | Pedro Salvador e Carlos Vieira    | Veloso Motorsport    | Tatuus PY012   |
| Rampa Serra da Estrela                                                | 1       | 2      | José P. Fontes e Miguel Barbosa   | BP Vodafone Ultimate | Tattus PY012   |
| Rampa Serra da Estrela                                                | 1       | 3      | Eugénio Montez e Sérgio Montez    | Veloso Motorsport    | Norma 20 FC    |
|                                                                       |         |        |                                   |                      |                |
| Vila Real                                                             | 1       | 1      | Pedro Salvador e Carlos Vieira    | Veloso Motorsport    | Tatuus PY012   |
| Vila Real                                                             | 1       | 2      | Francisco Abreu                   | Novadriver           | Tatuus PY012   |
| Vila Real                                                             | 1       | 3      | Armando Parente e Rafael Novato   | Parkalgar            | Radical SR3 RS |
| Vila Real                                                             | 2       | 1      | Pedro Salvador e Carlos Vieira    | Veloso Motorsport    | Tatuus PY012   |
| Vila Real                                                             | 2       | 2      | Gonçalo Araújo e Miguel Cristóvão | Araújo Competição    | Norma M20FC    |
| Vila Real                                                             | 2       | 3      | Francisco Abreu                   | Novadriver           | Tatuus PY012   |
|                                                                       |         |        |                                   |                      |                |
| Autódromo Internacional do Algarve I                                  | 1       | 1      | Stefano de Val                    | CRM Motorsport       | Wolf GB08      |
| Autódromo Internacional do Algarve I                                  | 1       | 2      | Francisco Abreu                   | Novadriver           | Tatuus PY012   |
| Autódromo Internacional do Algarve I                                  | 1       | 3      | José P. Fontes e Miguel Barbosa   | BP Vodafone Ultimate | Tattus PY012   |
| Autódromo Internacional do Algarve I                                  | 2       | 1      | José P. Fontes e Miguel Barbosa   | BP Vodafone Ultimate | Tattus PY012   |
| Autódromo Internacional do Algarve I                                  | 2       | 2      | Gonçalo Araújo e Miguel Cristóvão | Araújo Competição    | Norma M20FC    |
| Autódromo Internacional do Algarve I                                  | 2       | 3      | Stefano de Val                    | CRM Motorsport       | Wolf GB08      |
|                                                                       |         |        |                                   |                      |                |
| Autódromo Internacional do Algarve II Apoio à Blancpain Sprtin Series | 1       | 1      | José P. Fontes e Miguel Barbosa   | BP Vodafone Ultimate | Tattus PY012   |
| Autódromo Internacional do Algarve II Apoio à Blancpain Sprtin Series | 1       | 2      | Pedro Salvador e Carlos Vieira    | Veloso Motorsport    | Tatuus PY012   |
| Autódromo Internacional do Algarve II Apoio à Blancpain Sprtin Series | 1       | 3      | Gonçalo Araújo e Miguel Cristóvão | Araújo Competição    | Norma M20FC    |
| Autódromo Internacional do Algarve II Apoio à Blancpain Sprtin Series | 2       | 1      | Stefano de Val                    | CRM Motorsport       | Wolf GB08      |
| Autódromo Internacional do Algarve II Apoio à Blancpain Sprtin Series | 2       | 2      | José P. Fontes e Miguel Barbosa   | BP Vodafone Ultimate | Tattus PY012   |
| Autódromo Internacional do Algarve II Apoio à Blancpain Sprtin Series | 2       | 3      | Pedro Salvador e Carlos Vieira    | Veloso Motorsport    | Tatuus PY012   |
|                                                                       |         |        |                                   |                      |                |
| Autódromo do Estoril                                                  | 1       | 1      | Francisco Abreu                   | Novadriver           | Tatuus PY012   |
| Autódromo do Estoril                                                  | 1       | 2      | Stefano de Val                    | CRM Motorsport       | Wolf GB08      |
| Autódromo do Estoril                                                  | 1       | 3      | José P. Fontes e Miguel Barbosa   | BP Vodafone Ultimate | Tattus PY012   |
| Autódromo do Estoril                                                  | 2       | 1      | Francisco Abreu                   | Novadriver           | Tatuus PY012   |
| Autódromo do Estoril                                                  | 2       | 2      | Stefano de Val                    | CRM Motorsport       | Wolf GB08      |
| Autódromo do Estoril                                                  | 2       | 3      | José P. Fontes e Miguel Barbosa   | BP Vodafone Ultimate | Tattus PY012   |